# Ptilothrix heterochroa
Ptilothrix heterochroa là một loài Hymenoptera trong họ Apidae. Loài này được Cockerell mô tả khoa học năm 1919.